# Cathédrale Saint-Joseph de Manchester
 (avril 2025).
Si vous disposez d'ouvrages ou d'articles de référence ou si vous connaissez des sites web de qualité traitant du thème abordé ici, merci de compléter l'article en donnant les références utiles à sa vérifiabilité et en les liant à la section « Notes et références ».
La cathédrale Saint-Joseph est une cathédrale catholique romaine située à Manchester, dans le New Hampshire, aux États-Unis.

## Galerie

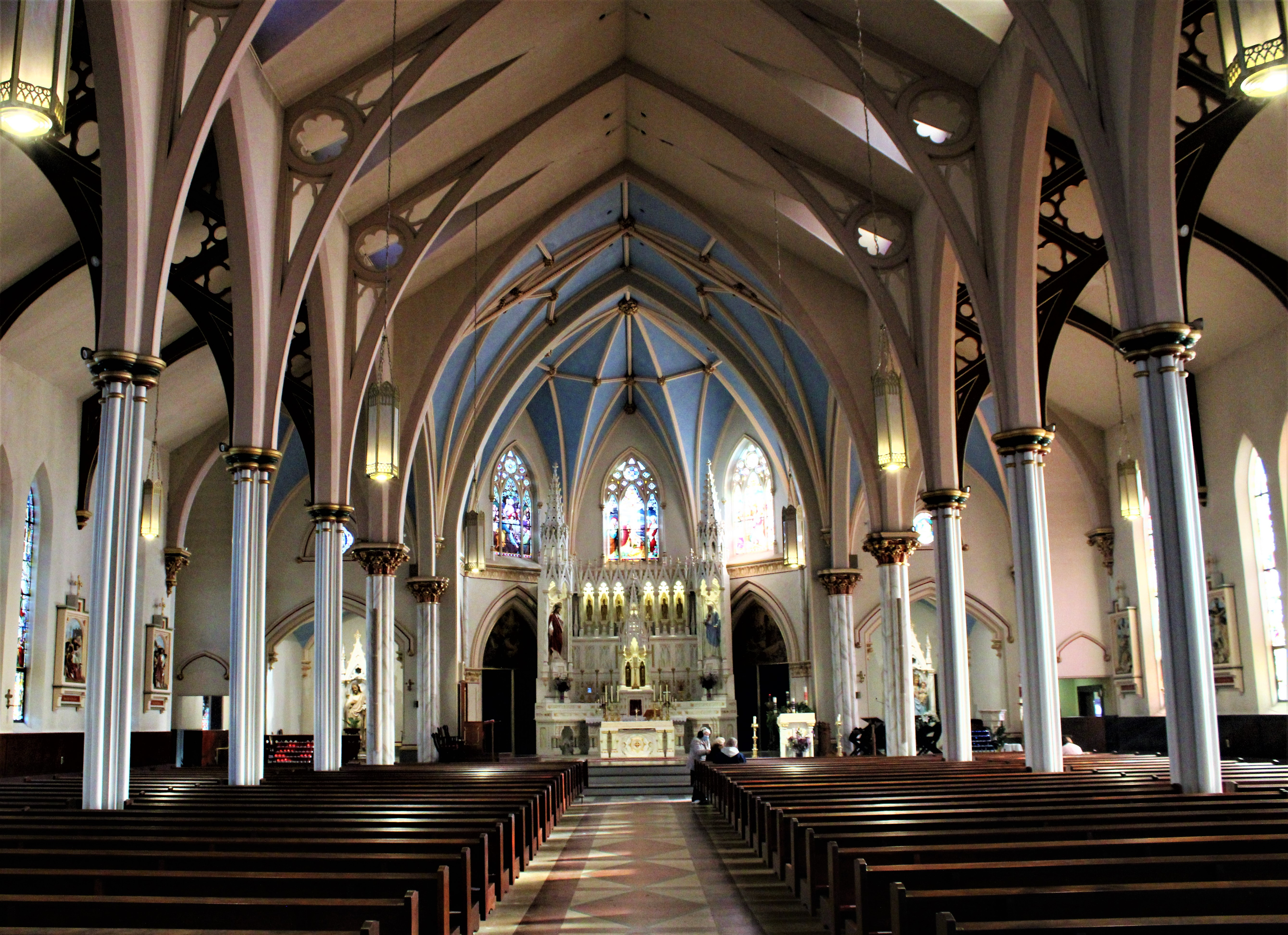
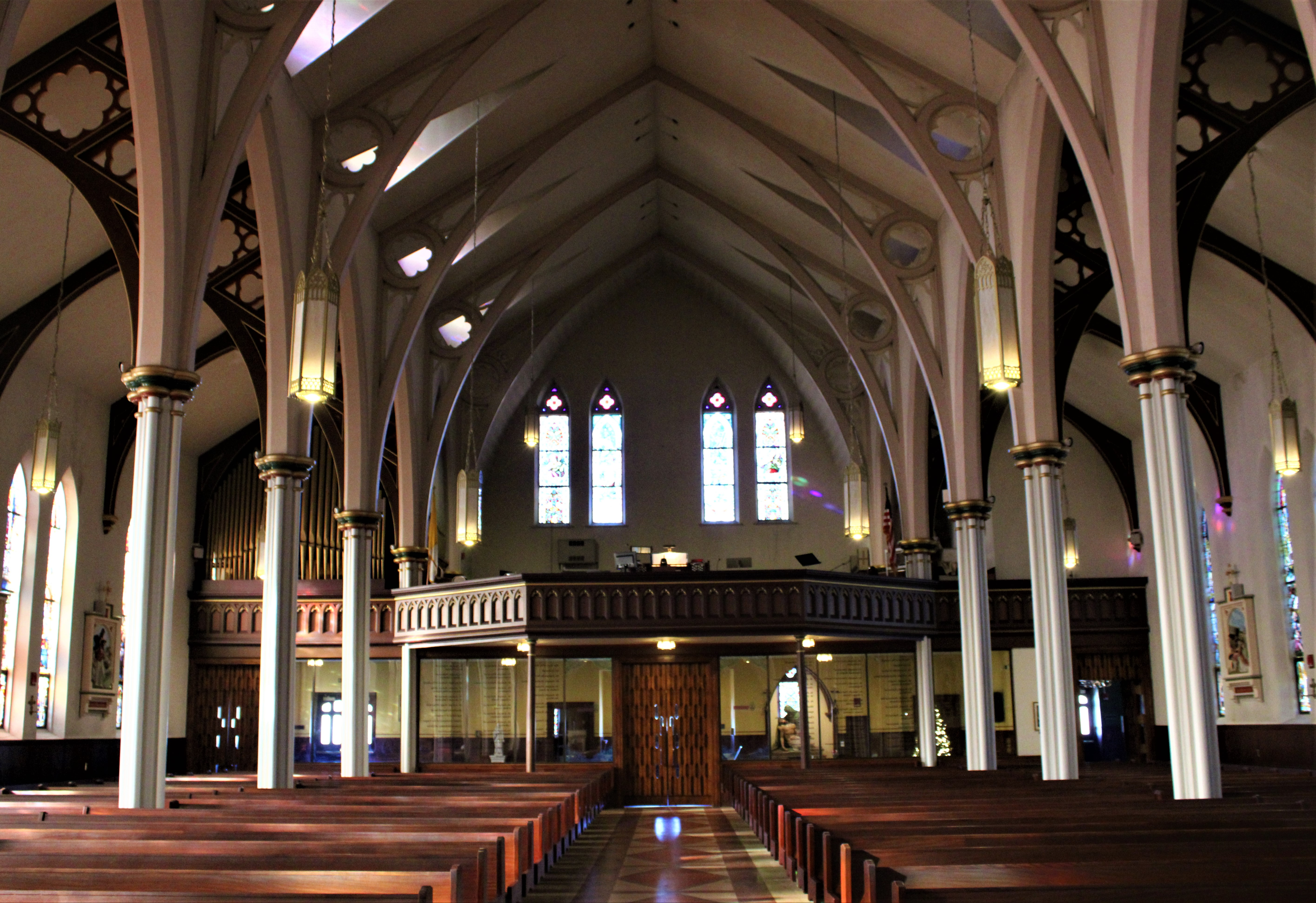
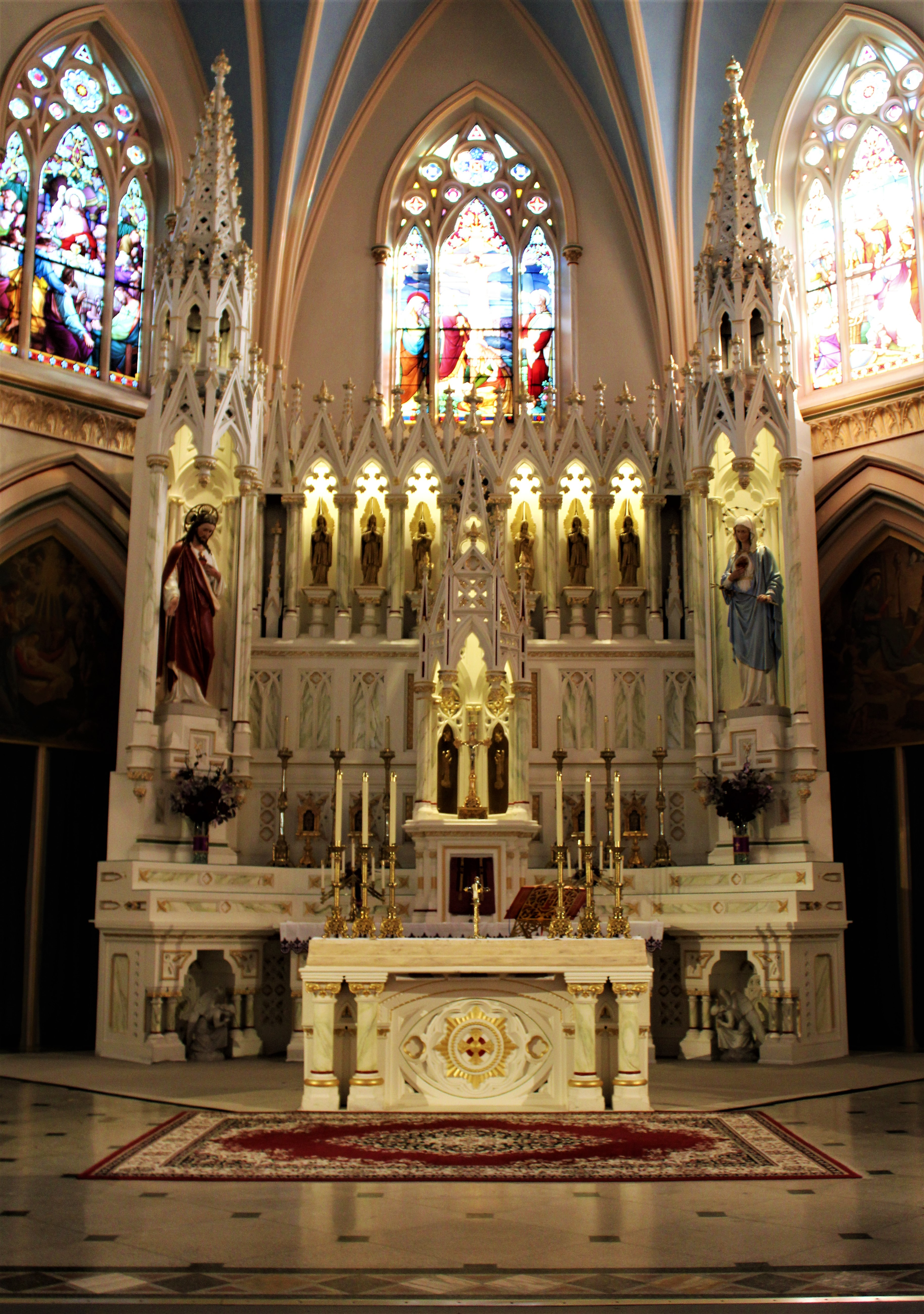
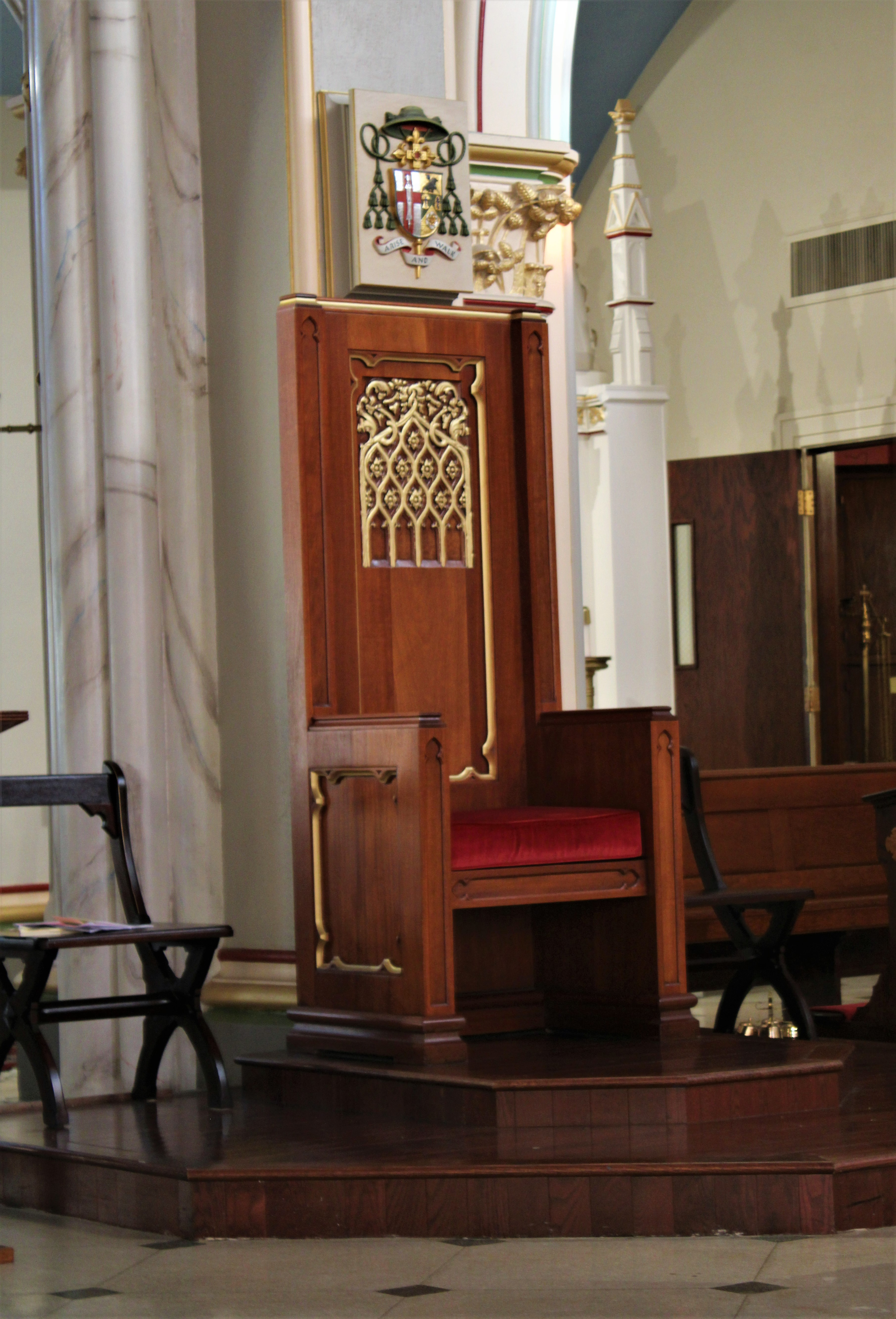